# 小行星2642
小行星2642（2642 Vesale）是一颗围绕太阳公转的小行星。1961年9月14日，西維恩·阿蘭德在于克勒发现了此天体。
該小行星以比利時解剖學家安德烈亞斯·維薩留斯命名。
这颗小行星的绝对星等为165.0974495315595等。